# پست‌کندی
پست‌کندی یک منطقهٔ مسکونی در ایران است که در دهستان ارشق مرکزی واقع شده‌است. پست‌کندی ۲۷ نفر جمعیت دارد.